# Ragnhildsholmen

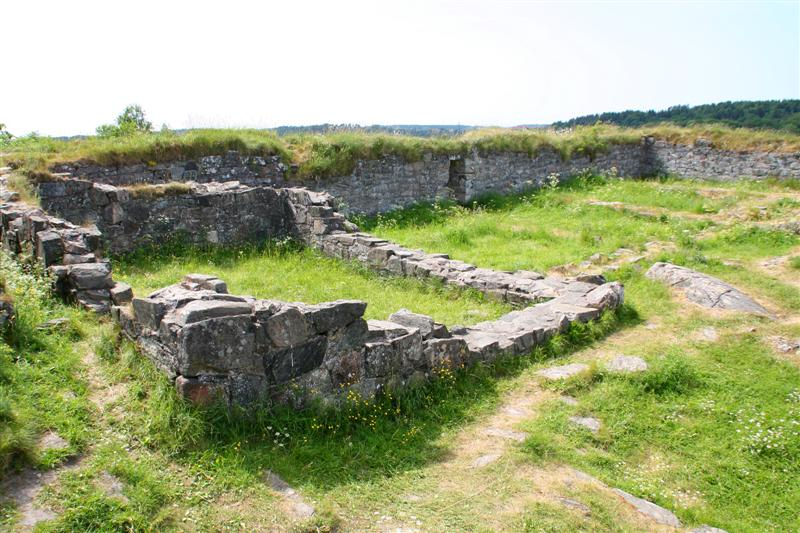
Idag återstår endast en ruin av borgen

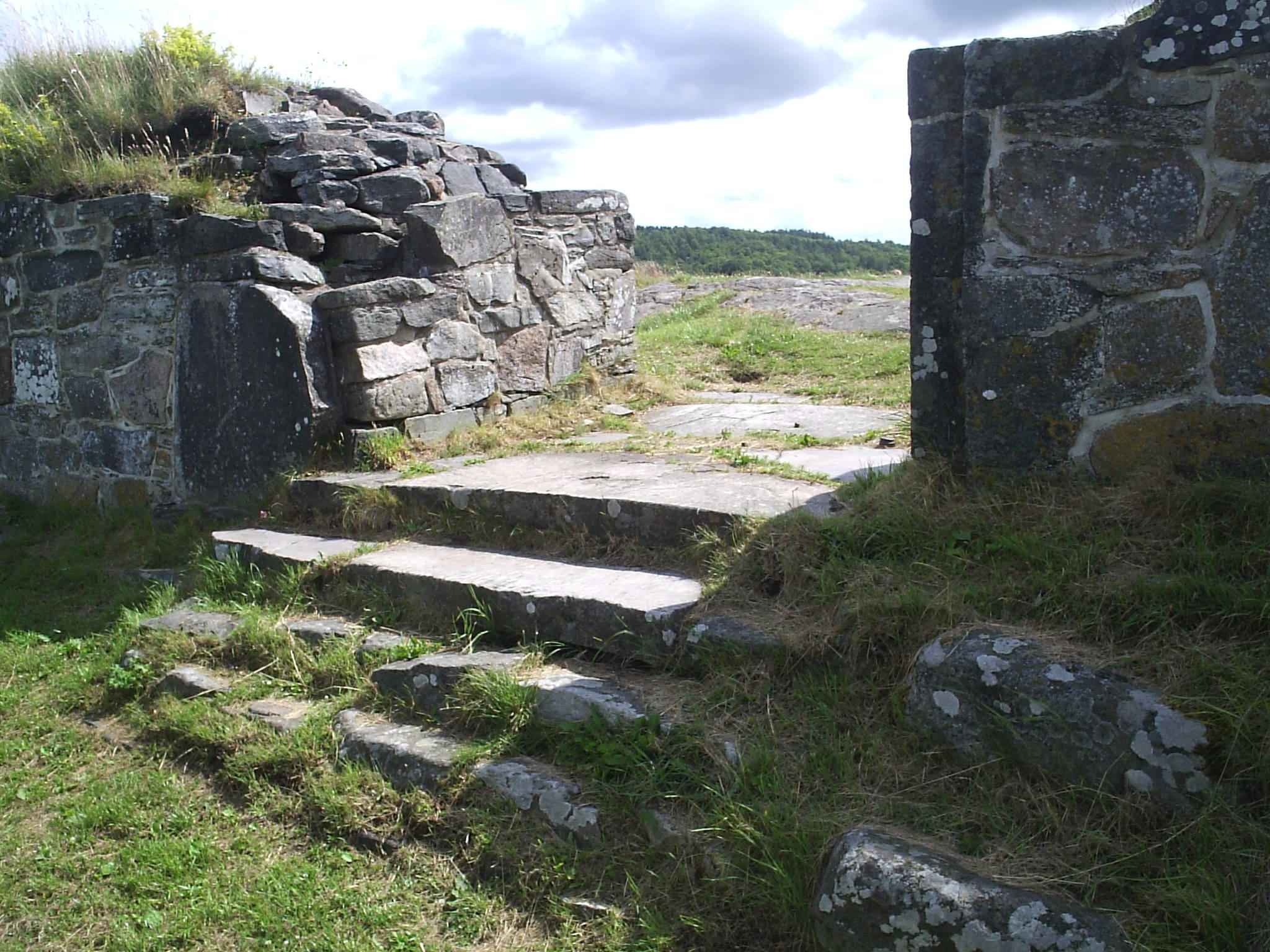
Norra porten

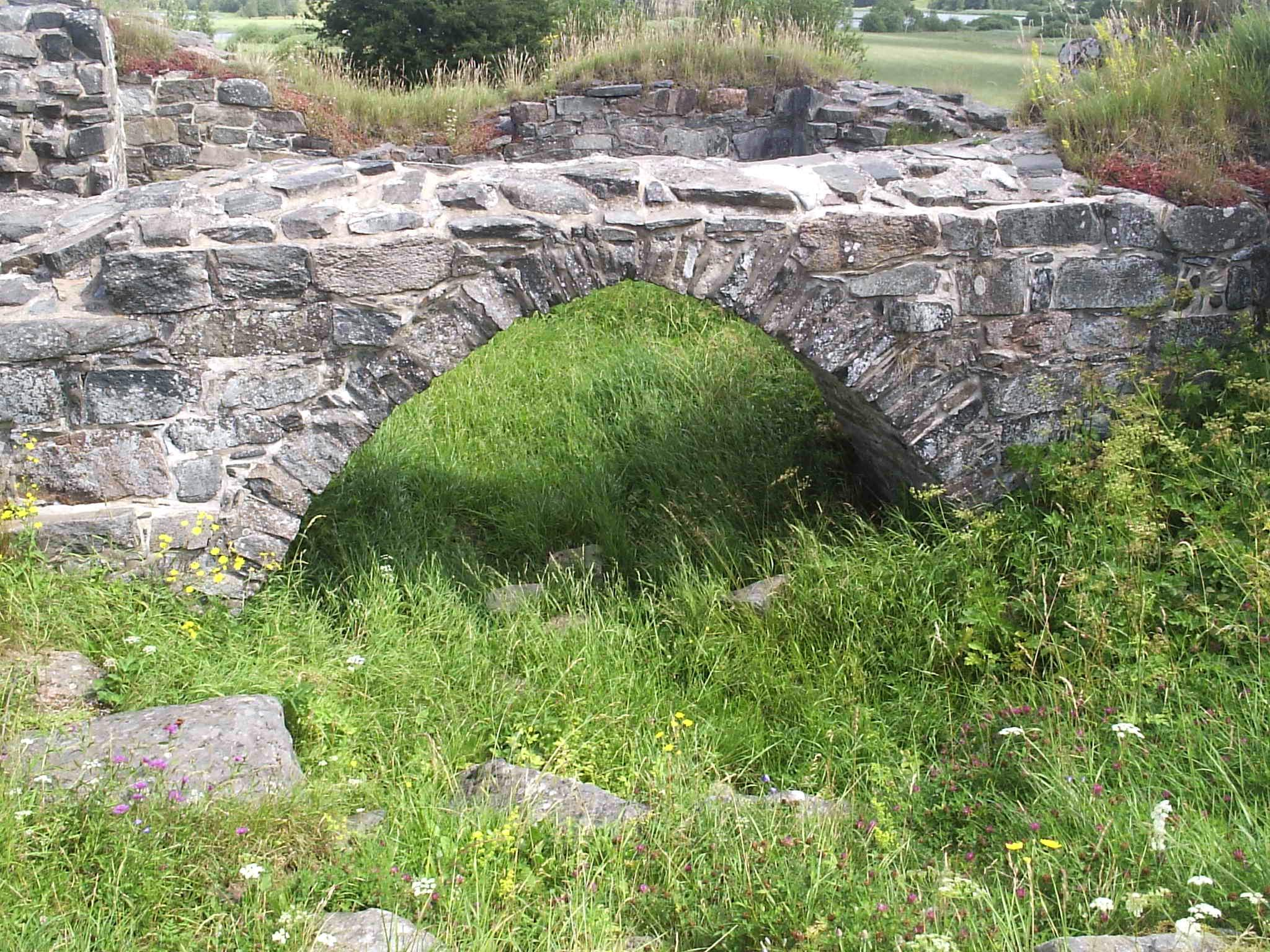
Valvkonstruktion på borggården

Ragnhildsholmen är en holme (bergknalle) som ligger på södra stranden av Nordre älv i Säve socken på Hisingen i Göteborgs kommun i Bohuslän, i direkt anslutning till Kungälvs kommun, i Bohuslän. På Ragnhildsholmen finns ruinen av en borg från 1200-talet. Den låg i närheten av den tidigmedeltida staden Kungahälla.

## Namn
En äldre namnform av Ragnhildsholmen är Ragnildarholm, och i ett par handskrifter av Rimkrönikan från början av 1500-talet kallas borgen Nyklaborg, sannolikt en förvrängning av Miklaborg, vilket betyder "den stora borgen". Namnet Ragnhild tror man idag att borgen fått av Ragnhild Jonsdotter, gift med den norske adelsmannen Skule Bårdsson, och var svärmor till Norges kung Håkon Håkonsson.

## Borgruinen
Borgen bestod av en huvudmur, omslutande en fyrkantig borggård, på vilken låg, stödda mot muren, hus och byggnader för besättning och förråd. På östra sidan låg ett grovt, fyrkantigt torn, och på södra fanns ett utanverk till skydd för porten. Det hela var omgivet av en vall med grav.
I de isländska annalerna nämns borgen som byggd av Håkon Håkonsson före 1257. 1275 inkvarterades svenske kungen Valdemar Birgersson med gemål där.
1304 erhöll Magnus Ladulås son hertig Erik Ragnhildsholmen jämte Kungahälla och en del av landet däromkring i förläning av norske konungen Håkon V. Det vänskapliga förhållandet mellan hertigen och Håkon V bröts emellertid och den norske kungen försökte med våld återta borgen 1308, men misslyckades. Därefter lät han, för att minska borgens betydelse, anlägga Bohus fästning på Bagaholmen längre upp i älven. 1309 uppgavs så Ragnhildsholmen till kung Håkon, men återtogs redan 1310 av hertig Erik, vilken i enlighet med villkoren i freden i Oslo återlämnade borgen till Norge efter några år (sannolikt före 1315 och antagligen redan 1312). Borgen användes alltså under mindre än 100 år. Troligt är att den ödelades av eldsvåda och att stenen användes för Bohus fästning. 

### Arkeologisk utgrävning 1881-1882
Åren 1881-1882 verkställdes en utgrävning av holmen och en undersökning av ruinerna av arkeologen Wilhelm Berg, på enskild persons bekostnad. Därvid hittades en mängd mynt, vapen, bohagsting, redskap och verktyg med mera. Sedan dessa grävningar verkställts, har de de bäst bibehållna delarna av ruinen, där största mängden av huggen sten fanns, ödelagts före 1891. Sten bortfördes för att användas till byggande av karantänsstallar för kreatur på holmen.

## Idag
Idag är Ragnhildsholmen ett utflyktsmål med ruinen och för sitt växt- och djurliv. Bland annat är det en häckningslokal för näktergal, gräshoppssångare och brun kärrhök.